# Mesoleuca alaudaria
Mesoleuca alaudaria is een vlinder uit de familie van de spanners (Geometridae). De wetenschappelijke naam van de soort is voor het eerst geldig gepubliceerd in 1846 door  Freyer.